# Kikuchi Eri
Kikuchi Eri ((菊池えり / 菊池エリ Cúc Trì Eri?) là một diễn viên khiêu dâm Nhật Bản. Cô sinh ngày 5 tháng 4 năm 1965) xuất thân từ thành phố Nagoya tỉnh Aichi, là thần tượng AV người Nhật Bản ban đầu trong thập niên 1980 và là nữ diễn viên AV Nhật Bản đầu tiên được biến đến chủ yếu là bộ ngực khá lớn của cô.

## Cuộc đời và sự nghiệp
Ngoài ra cô còn sử dụng một vài nghệ danh khác, bao gồm Mai Akimoto (秋本麻衣 Akimoto Mai, Thu Bản Ma Y), Eriko Ishikawa (石川江梨子 Ishikawa Eriko, Thạch Xuyên Giang Lê Tử) Và Yumiko Hino (比野由美子 Hino Yumiko, Tỉ Dã Do Mỹ Tử), Kikuchi bắt đầu sự nghiệp trong ngành công nghiệp giải trí người lớn của mình trong soaplands. Trong phần đầu của sự nghiệp của mình cô cũng xuất hiện trong rất nhiều phim khiêu dâm mật. Bộ phim AV chính thức đầu tiên mà cô tham gia diễn xuất là Beautiful D-Cup Girl, Sister L,được CineMagic phát hành vào tháng 9 năm 1985. Kikuchi là người đầu tiên tham gia diễn xuất mà sự nghiệp được xây dựng xung quanh bộ ngực lớn đặc biệt trong thời gian cô ở Nhật Bản. Thể loại Big Bust, hoặc "Kyonyu Boom" (巨乳 ブーム?), mà Kikuchi là người đi tiên phong trong thể loại bốc lửa này vào cuối những năm 1980 với sự ra mắt tác phẩm đầu tiên của Kimiko Matsuzaka vào năm 1989, được thiết lập và coi nó như một thể loại chính trong ngành công nghiệp giải trí người lớn ở Nhật Bản trong những năm 1990.
Bộ phim đầu tiên của Kikuchi với hãng Million Films là Miss 20 Year-Old Momoko (ミス２０才　快感！百合子の本番?) vào năm 1986?.! Trong Tháng Tám cùng năm, cô đóng vai chính trong phim hồng của Shintoho Eri Kikuchi: Big Tits (菊池 エリ 巨乳, Kikuchi Kyonyu Eri?). Trong phim Kikuchi đóng vai "Eri", một người mẫu khoả thân kiêm nữ diễn viên AV có mối tình lãng mạn với quản lý của cô. Năm 1988, cô đóng vai chính trong bộ phim Roman Porno cuối cùng của Nikkatsu, Eri Kikuchi: Big Tits Blame (菊池 エリ 巨乳 責め, Kikuchi Eri: Kyonyuzeme),? vào năm 1993 cô đóng thêm một phim khác với tựa đề theo thể loại Big-Bust của hãng Excess Films là (巨乳 熟 女 本番 仕込み), một thể loại phim khiêu dâm nhẹ nhàng dựa theo dòng Roman Porno của Nikkatsu.
Trong thời gian ở đảo Guam cô gặp và kết hôn với chồng hiện giờ của cô, một vũ công nước ngoài. Tạm gác công việc đóng phim AV sang một bên và làm việc chính thức trong vai trò một vũ nữ thoát y. Sau đó Kikuchi trở về Nhật Bản và quay trở lại với nghiệp diễn trong ngành công nghiệp AV. Năm 2003, cô được mời tới thuyết trình/giải thích tại một trường văn hoá AV do nam diễn viên AV Shinji Kubo thành lập, với mục đích đào tạo các đạo diễn AV trong tương lai.
Vào tháng 12 năm 2004 Kikuchi, khi 39 tuổi, cô đã trở lại nghiệp diễn AV với một loạt series video cho Madonna, một studio chuyên hướng về nữ diễn viên "trưởng thành", video gần đây của cô cho công ty CineMagic. Với series "đồ tang" nổi tiếng của họ, đặc điểm của series là "người phụ nữ xinh đẹp mặc... đồ tang lễ trang nghiêm với miệng bị bịt kín, thực hiện khoái lạc tình dục với một người phụ nữ mặc đồ tang khác bị trói bằng sợi dây gai dầu". Kikuchi còn tham gia đóng một vài phim của CineMagic bao gồm loạt bộ sưu tập phim video của họ trong tháng 4 năm 2006 Best of Collect: Battered Angels '05, trong đó bao gồm nữ diễn viên big-bust mới Alice Hoshi.
Trong một lĩnh vực mà trong đó hầu hết các ngành nghề mới chỉ có thẻ tồn tại một hoặc hai năm, một số phiên bản phim mới của cô từ bộ sưu tập phim video do CineMagic phát hành trong những năm 2000, bao gồm cả Sex Slave in Mourning trong tháng 1 năm 2007, cho thấy Kikuchi Eri, một cựu diễn viên phim người lớn trong ngành công nghiệp giải trí người lớn Nhật Bản, thực sự đã thu hút một số lượng lớn người hâm mộ ở phim video người lớn.

## Các bộ phim
| Tên phim | Công ty                                                          | Đạo diễn                       | Ngày phát hành       |
| --- | ---------------------------------------------------------------- | ------------------------------ | -------------------- |
| Beautiful D-Cup Girl, Sister L D-CUP美少女 シスターＬ D-Cup Bishojo Sister L                                                                                 | CineMagic シネマジック                                           |                                | tháng 9 năm 1985     |
| Slave Flower D-CUP奴隷花 Diễn chung với Yuuko Morishita | CineMagic CS-01                                                  |                                | 15 tháng 2 năm 1986  |
| Romance Collection Deluxe ロマンコレクション デラックス Diễn chung với Keiko Nakazawa, Itsumi Shikata, Anri Inoue, Mika Kawamura, Kei Asami & Michiru Kaneko | Athena Eizou AV-15                                               | Hikaru Kito                    | 25 tháng 5 năm 1988  |
| Rose Lady, The Doll 2 D-CUP薔薇の貴婦人 ＴＨＥ ＤＯＯＬⅡ | CineMagic VS-64                                                  | Namio Ikebe                    | 23 tháng 6 năm 1988  |
| F-Cup Typhoon D-CUPＦcỡ áo ngực・タイフーン | Kuki QX-269                                                      | Harry Sugino                   | 29 tháng 1 năm 1993  |
| Lesbian Collection 10 D-CUP百合図鑑10 Diễn chung với Anri Inoue & Hikari Harada                                                                              | CineMagic CS-268                                                 |                                | 13 tháng 1 năm 2001  |
| Pink Cinema Paradise 3 Diễn chung với Yasuko Yagami | Try Heart PKD-029                                                |                                | 10 tháng 8 năm 2001  |
| Madonna School - Rebellion of Mothers マドンナ学園 - 母たちの反乱 With Ayano Murasaki                                                                        | Madonna JUK-125 (VHS) JUKD-125 (DVD)                             |                                | 15 tháng 12 năm 2004 |
| Failure As A Wife 不倫白書 妻失格 Diễn chung với Mai Nakagawa                                                                                                | Madonna JUK-140 (VHS) JUKD-140 (DVD)                             |                                | 15 tháng 1 năm 2005  |
| Abnormal Hunting: Mourning Dress Slave 27 Abnormal Hunting 喪服奴隷ⅩⅩⅦ                                                                                       | CineMagic Collect VS-770 (VHS - 90 min.) DD-140 (DVD - 120 min.) | Hidekazu Takahara              | 11 tháng 3 năm 2005  |
| Married Woman and Lover 妻と愛人 Diễn chung với Natsuko Kayama                                                                                               | Madonna JUK-170 (VHS) JUKD-170 (DVD)                             |                                | 15 tháng 3 năm 2005  |
| Oiran (Courtesan) 花魁（おいらん） Diễn chung với Aoi Yoshino & Hitomi Tachibana                                                                             | Madonna JUK-183 (VHS) JUKD-183 (DVD)                             |                                | 15 tháng 4 năm 2005  |
| Failure as a Mother 5 近親白書 母親失格 ５ Diễn chung với Riho Matsuoka                                                                                      | Madonna JUK-201 (VHS) JUKD-201 (DVD)                             |                                | 15 tháng 5 năm 2005  |
| Mourning Dress Slave / Eri Kikuchi 喪服奴隷 菊池えり | CineMagic Collect DD-140                                         | Hidekazu Takahara              | 22 tháng 7 năm 2005  |
| Best of Collect: Battered Angels '05 ベスト・オブ・コレクト被虐の天使たち'05 Bộ sưu tập với những nữ diễn viên khác                                          | CineMagic Collect DVS-051                                        | Tatsuo Mishima                 | 14 tháng 4 năm 2006  |
| Sex Slave in Mourning / Mourning Dress Slave EX 喪服奴隷EX Bộ sưu tập với những nữ diễn viên khác                                                            | CineMagic Collect DD-226                                         | Yutaka Akiyama Tatsuro Mishima | 26 tháng 1 năm 2007  |
| The Doll, Tortured Bride The DOLL 被虐の花嫁 Bộ sưu tập bao gồm 2 phim video trước là Rose Lady - The Doll & Tortured Bride                                  | CineMagic Collect DD-238                                         | Namio Ikebe Shinsuke Kawazu    | 23 tháng 3 năm 2007  |

## Link bên ngoài
- "AV Cultures School homepage" (bằng tiếng Anh). av-cs.jp. Lưu trữ bản gốc ngày 1 tháng 8 năm 2003. Truy cập ngày 7 tháng 6 năm 2007. (Shows Kikuchi as lecturer/instructor)